# Mente pra Mim
"Mente Pra Mim" é uma canção do cantor e compositor brasileiro Thiago Pantaleão, gravada para seu primeiro álbum de estúdio Fim do Mundo. A canção foi lançada para download digital e streaming através da Som Livre como terceiro single de Fim do Mundo em 5 de abril de 2023.

## Lançamento e promoção
A divulgação do single começou com publicações de Pantaleão nas redes sociais anunciando o próximo single do seu primeiro álbum de estúdio intitulado Mente Pra Mim. A canção foi lançada pelo selo Slap, da Som Livre, em parceria com a Liga Entretenimento. "Mente Pra Mim" foi lançada para download digital e streaming como o terceiro single do álbum em 5 de abril de 2023.

## Videoclipe
Para o videodance da faixa "Mente Pra Mim", Pantaleão escolheu a quadra de basquete do bairro da Mooca, em São Paulo, como cenário. O clipe traz uma coreografia assinada por Jéssi Müller, que já trabalhou com nomes como Pabllo Vittar, Urias e Aretuza Lovi. A produção, feita pela CAVE, traz elementos do universo esportivo, com direito a grafites coloridos nas paredes, que harmonizam com o figurino do cantor e dos dançarinos, e elementos como a bola e a cesta de basquete, presentes também entre os passos de dança.
A direção do clipe fica a cargo de Hideki Onuki, que já trabalhou com grandes nomes do pop como Gloria Groove, Di Ferrero, Manu Gavassi e Jão, e aposta em elementos inovadores, como diferentes técnicas de movimentos de câmera, para um clipe de dança. A faixa "Mente Pra Mim" é uma das mais ouvidas do primeiro álbum de Thiago Pantaleão, e também é uma das mais pedidas pelos fãs para ganhar um videoclipe.

## Apresentações ao vivo
Pantaleão apresentou "Mente Pra Mim" pela primeira vez no pré-show do Prêmio Multishow de Música Brasileira 2022.

## Faixas e formatos
| Download digital / streaming |                 |         |  |
| N.º                          | Título          | Duração |  |
| 1.                           | "Mente Pra Mim" | 2:38    |  |

## Histórico de lançamento
| Região | Data               | Formato(s)                 | Gravadora(s) | Ref.  |
| ------ | ------------------ | -------------------------- | ------------ | ----- |
| Várias | 5 de abril de 2023 | Download digital streaming | Som Livre    | [ 2 ] |